# Турчи
Турчи — упразднённое село в Лакском районе Дагестана. На момент упразднения являлось административным центром Турчинского сельсовета. В 1944 году все население села переселено в село Новолакское Новолакского района.

## Географическое положение
Село располагалось в 12 км к северу от районного центра — села Кумух у подножья горы Турчидаг.

## История
До вхождения Дагестана в состав Российской империи селение входило в состав Казикумухского ханства. Затем являлось центром Турчинского сельского общества Вицхинского наибства Казикумухского округа Дагестанской области. В 1895 году селение состояло из 98 хозяйств. По данным на 1926 год село состояло из 129 хозяйств. В административном отношении являлось центром Турчинского сельсовета Лакского района.
В 1944 году, после депортации чеченского населения с Северного Кавказа, все население села (139 хозяйств) было переселено в село Банайаул (современное Новолакское) бывшего Ауховского района.

## Население
| Год       | 1895 | 1908 | 1926 | 1939 | 1944 |
| --------- | ---- | ---- | ---- | ---- | ---- |
| Население | 441  | 497  | 408  | 514  | 540  |

По переписи 1926 года в селе проживал 408 человек (138 мужчин и 270 женщин), из которых: лакцы — 100 %. Кроме того числилось 176 отходников.